# Francavilla d'Ete
Francavilla d'Ete es una localidad y comune italiana de la provincia de Fermo, región de las Marcas, con 994 habitantes.

## Evolución demográfica
| Gráfica de evolución demográfica de Francavilla d'Ete entre 1861 y 2001 |
|                                                                         |
| Fuente ISTAT - elaboración gráfica de Wikipedia                         |